# Othmane El Goumri
Othmane El Goumri (ur. 28 maja 1992) – marokański lekkoatleta specjalizujący się w biegach długich.
Jako junior, bez większych sukcesów startował na mistrzostwach świata w biegach na przełaj. W 2013 sięgnął po srebro w biegu na 5000 metrów podczas igrzysk śródziemnomorskich w Mersin. W tym samym roku zdobył złoto igrzysk frankofońskich oraz stanął na najniższym stopniu podium igrzysk solidarności islamskiej.
W 2016 został ukarany dwuletnią dyskwalifikacją z powodu nieprawidłowości w paszporcie biologicznym, co poskutkowało anulowaniem jego osiągnięć od 2013 do 2016 roku.
Złoty medalista mistrzostw Maroka.

## Osiągnięcia
| Rok  | Impreza                                   | Miejsce      | Konkurencja    | Lokata      | Wynik    |
| ---- | ----------------------------------------- | ------------ | -------------- | ----------- | -------- |
| 2010 | Mistrzostwa świata w biegach przełajowych | Bydgoszcz    | bieg juniorów  | 33. miejsce | 23:42    |
| 2011 | Mistrzostwa świata w biegach przełajowych | Punta Umbría | bieg juniorów  | 27. miejsce | 23:57    |
| 2013 | Igrzyska śródziemnomorskie                | Mersin       | bieg na 5000 m | 2. miejsce  | 13:38,24 |
| 2013 | Mistrzostwa świata                        | Moskwa       | bieg na 5000 m | eliminacje  | DSQ      |
| 2013 | Igrzyska frankofońskie                    | Nicea        | bieg na 5000 m | 1. miejsce  | DSQ      |
| 2013 | Igrzyska solidarności islamskiej          | Palembang    | bieg na 5000 m | 3. miejsce  | DSQ      |
| 2014 | Halowe mistrzostwa świata                 | Sopot        | bieg na 3000 m | eliminacje  | DSQ      |
| 2014 | Mistrzostwa Afryki                        | Marrakesz    | bieg na 5000 m | 11. miejsce | DSQ      |
| 2015 | Mistrzostwa świata                        | Pekin        | bieg na 5000 m | eliminacje  | DSQ      |
| 2020 | Mistrzostwa świata w półmaratonie         | Gdynia       | półmaraton     | 17. miejsce | 1:00:30  |
| 2021 | Igrzyska olimpijskie                      | Tokio        | maraton        | 9. miejsce  | 2:11:58  |
| 2022 | Mistrzostwa świata                        | Eugene       | maraton        | 12. miejsce | 2:08:14  |
| 2024 | Igrzyska olimpijskie                      | Paryż        | maraton        | 18. miejsce | 2:10:06  |

## Rekordy życiowe
- Bieg na 1500 metrów – 3:37,79 (2013)
- Bieg na 3000 metrów (stadion) – 7:48,95 (2013)
- Bieg na 5000 metrów – 13:13,72 (2012)
- Bieg na 10 000 metrów – 28:16,76 (2021)
- półmaraton – 1:00:30 (2020)
- maraton – 2:05:12 (2023) rekord Maroka